# Hans Hauser
Hermann Johann "Hans" Hauser (ur. 3 października 1911 w Aigen, zm. 27 lipca 1974 w Salzburgu) – austriacki narciarz alpejski i dwuboista klasyczny, trzykrotny medalista mistrzostw świata.

## Kariera
Na mistrzostwach świata w Cortina d'Ampezzo w 1932 roku najpierw zajął czwarte miejsce w zjeździe, przegrywając walkę o podium z Otto Furrerem ze Szwajcarii. Następnie wywalczył brązowy medal w slalomie, ulegając tylko Niemcowi Friedlowi Däuberowi i ponownie Furrerowi. Te wyniki dały mu także srebrny medal w kombinacji, za Furrerem a przed rodakiem - Gustavem Lantschnerem. Podczas rozgrywanych rok później mistrzostw świata w Innsbrucku wywalczył brązowy medal w zjeździe, plasując się za dwoma Szwajcarami: Walterem Pragerem i Davidem Zoggiem. W slalomie zajął 26. miejsce, w efekcie w kombinacji był czternasty. Ponadto w 1932 roku triumfował w slalomie i kombinacji na zawodach Hahnenkamm w Kitzbühel.
Startował także w kombinacji norweskiej, zajmując między innymi siódme miejsce na mistrzostwach świata w Wysokich Tatrach w 1935 roku. 
W 1936 roku wyjechał do USA, gdzie prowadził szkołę narciarstwa w Sun Valley. Wśród jego uczniów znaleźli się między innymi Henry Ford i Ernest Hemingway.
Wraz z Virginią Hill miał syna, Petera.
W 1974 roku w Salzburgu popełnił samobójstwo poprzez powieszenie.

## Osiągnięcia w narciarstwie alpejskim

### Mistrzostwa świata
| Miejsce | Dzień    | Rok  | Miejscowość       | Konkurencja | Czas biegu | Strata      | Zwycięzca         |
| ------- | -------- | ---- | ----------------- | ----------- | ---------- | ----------- | ----------------- |
| 4.      | 4 lutego | 1932 | Cortina d'Ampezzo | Zjazd       | 5:10,0     | +14,2       | Gustav Lantschner |
| 3.      | 6 lutego | 1932 | Cortina d'Ampezzo | Slalom      | 1:26,1     | +3,2        | Friedl Däuber     |
| 2.      | 6 lutego | 1932 | Cortina d'Ampezzo | Kombinacja  | 97,555 pkt | -1,540      | Otto Furrer       |
| 3.      | 8 lutego | 1933 | Innsbruck         | Zjazd       | 5:07,0     | +2,0        | Walter Prager     |
| 26.     | 9 lutego | 1933 | Innsbruck         | Slalom      | 2:29,9     | +1:00,1     | Anton Seelos      |
| 14.     | 9 lutego | 1933 | Innsbruck         | Kombinacja  | 96,150 pkt | -10,610 pkt | Anton Seelos      |

## Osiągnięcia w kombinacji norweskiej

### Mistrzostwa świata
| Miejsce | Dzień     | Rok  | Miejscowość   | Konkurencja             | Czas biegu | Strata      | Zwycięzca      |
| ------- | --------- | ---- | ------------- | ----------------------- | ---------- | ----------- | -------------- |
| 18.     | 11 lutego | 1933 | Innsbruck     | Skocznia normalna/18 km | 454,10 pkt | -71,70 pkt  | Sven Selånger  |
| 35.     | 22 lutego | 1934 | Sollefteå     | Skocznia normalna/18 km | 441,90 pkt | -151,90 pkt | Oddbjørn Hagen |
| 7.      | 13 lutego | 1935 | Wysokie Tatry | Skocznia normalna/18 km | 427,60 pkt | -73,20 pkt  | Oddbjørn Hagen |